# Liste der Pfarren im Dekanat Traun
Die Pfarre TraunerLand (vormalig: Dekanat Traun) ist eine Pfarre der römisch-katholischen Diözese Linz.

## Pfarrteilgemeinden mit Kirchengebäuden und Kapellen
| Ort                         | Pfarrverband | Ink.                   | Patrozinium                        | Kirchengebäude und Kapellen                               | Bild                           |
| --------------------------- | ------------ | ---------------------- | ---------------------------------- | --------------------------------------------------------- | ------------------------------ |
| Ansfelden                   | Ansfelden    | Sankt Florian (CanReg) | Hl. Valentin                       | Pfarrkirche Ansfelden                                     | Pfarrkirche Ansfelden          |
| Berg an der Krems           | Ansfelden    | Sankt Florian (CanReg) | Hl. Vitus                          | Pfarrkirche Berg an der Krems                             | Pfarrkirche Berg an der Krems  |
| Dörnbach                    | Leonding     |                        | Hl. Ulrich und Maria vom guten Rat | Pfarrkirche Dörnbach                                      | Wallfahrtskirche Dörnbach      |
| Haid                        | Ansfelden    |                        | Mariä Himmelfahrt und Hl. Paulus   | Autobahnkirche Haid                                       | Autobahnkirche Haid            |
| Hörsching                   | Hörsching    |                        | Hl. Jakobus der Ältere             | Pfarrkirche Hörsching                                     | Pfarrkirche Hörsching          |
| Kirchberg bei Linz          | Hörsching    |                        | Hl. Valentin                       | Pfarrkirche Kirchberg bei Linz                            | Pfarrkirche Kirchberg bei Linz |
| Langholzfeld                | Leonding     |                        | Hl. Kreuz                          | Pfarrkirche Langholzfeld                                  | Pfarrkirche Langholzfeld       |
| Leonding-St. Michael        | Leonding     |                        | Hl. Michael                        | Pfarrkirche Leonding Rufling-Gottesdienststelle           | Pfarrkirche Leonding           |
| Leonding-Doppl-Bruder Klaus | Leonding     |                        | Hl. Bruder Klaus von der Flüe      | Pfarrkirche Leonding-Doppl                                | Pfarrkirche Leonding-Doppl     |
| Leonding-Hart-St. Johannes  | Leonding     |                        | Hl. Apostel Johannes               | Pfarrkirche Leonding-Hart Filialkirche St. Isidor         | Pfarrkirche Leonding-Hart      |
| Oftering                    | Hörsching    |                        | Hll. Petrus und Paulus             | Pfarrkirche Oftering                                      | Pfarrkirche Oftering           |
| Pasching                    | Hörsching    |                        | Hl. Johannes der Täufer            | Neue Pfarrkirche Pasching Alte Pfarrkirche Pasching       | Pfarrkirche Pasching           |
| Pucking                     | Ansfelden    |                        | Hl. Michael                        | Pfarrkirche Pucking Filialkirche St. Leonhard bei Pucking | Pfarrkirche Pucking            |
| Traun                       | Traun        |                        | Hl. Dionysius                      | Stadtpfarrkirche Traun Schlosskapelle im Schloss Traun    | Pfarrkirche Traun              |
| Traun-Oedt                  | Traun        |                        | Hl. Josef der Arbeiter             | Pfarrkirche Traun-Oedt                                    | Pfarrkirche Traun-Oedt         |
| Traun-St. Martin            | Traun        |                        | Hl. Martin                         | Pfarrkirche Traun-St. Martin                              | Pfarrkirche Traun-St.Martin    |

## Dekanat Traun
Das Dekanat umfasst 16 Pfarren.
Dechanten
- bis 2015 Kurt Pittertschatscher
- seit 2015 Franz Asen[1]